# Harry Clark (cầu thủ bóng đá, sinh năm 1934)
Henry Clark (sinh ngày 11 tháng 9 năm 1934) là một cầu thủ bóng đá người Anh thi đấu ở vị trí tiền đạo tầm xa cho Sunderland.